# Liste der Museen in Hagen
Die Liste der Museen in Hagen beinhaltet Museen, die unter anderem Kunst, Kultur und Naturgeschichte vorstellen.

## Liste der Museen
| Bezeichnung                                        | Stadtteil | Bemerkungen                  | Bild |
| -------------------------------------------------- | --------- | ---------------------------- | ---- |
| Emil Schumacher Museum                             |           |                              |      |
| Stadtmuseum Hagen                                  |           | Stadtmuseum                  |      |
| Hohenhof                                           | Emst      |                              |      |
| LWL-Freilichtmuseum                                | Selbecke  |                              |      |
| Archäologiemuseum Hagen - Wasserschloss Werdringen | Vorhalle  | Im Wasserschloss Werdringen. |      |
| Osthaus Museum                                     |           |                              |      |
| Bunkermuseum Hagen                                 |           |                              |      |